# Stadtgymnasium Detmold
Das Stadtgymnasium Detmold ist eine öffentliche Schule in Detmold im nordrhein-westfälischen Kreis Lippe. Sie ist eines der vier Detmolder Gymnasien und nach dem Leopoldinum das zweitälteste Gymnasium der Stadt.

## Geschichte

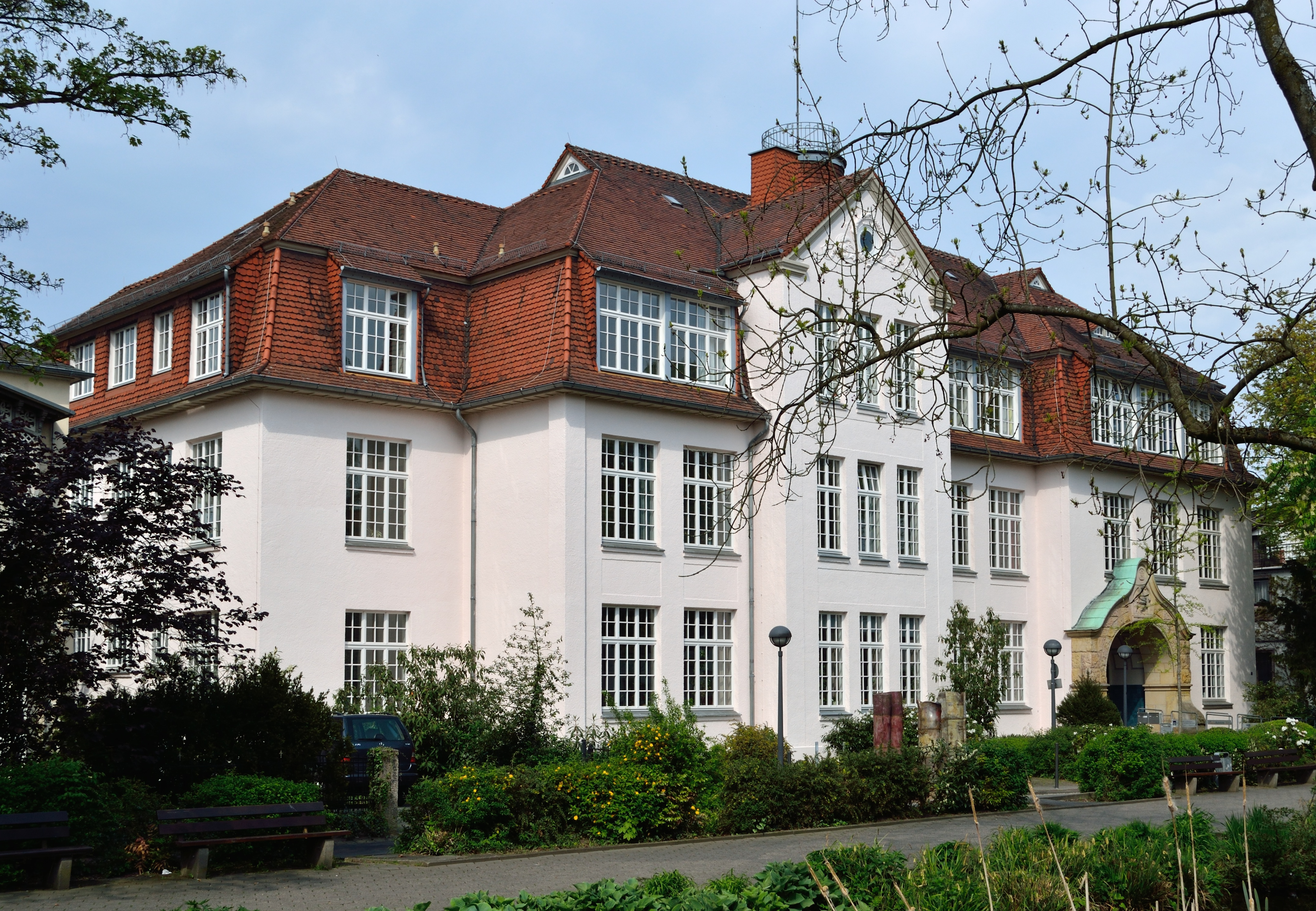
Ehemaliges Schulgebäude am Wall

Anfang März 1830 schlug Generalsuperintendent Ferdinand Weerth seinem Landesherrn Fürst Leopold II. einen Plan zur Gründung einer „Töchterschule“ in Detmold vor. Dieser billigte ihn am 10. März 1830, so dass der Unterricht am 13. April 1830 beginnen konnte. Die Schule begann in zwei Räumen in der Neustadt und zog bereits im November 1831 in die Leopoldstraße 23 um. Im Sommer 1841 war die Schule im Neuen Palais untergebracht bis in der Exterstraße 30 die angemieteten Räume zur Verfügung standen. Als die Räume in der Exterstraße dem Schulbetrieb nicht mehr standhielten, bot Direktor Drüner an auf eigene Kosten ein neues Schulgebäude am Wall (Wall 5) zu errichten. Die Stadt verzinste ihm die Baukosten, die den Teil der Schule betrafen. Mit einem Umbau und einer Erweiterung 1911 blieb die Schule in diesem Gebäude bis 1966. In den folgenden Jahrzehnten entwickelte die „Töchterschule“ sich bis zum jetzigen Stadtgymnasium hin: Ab 1871 hieß die Schule Höhere Töchterschule, ab 1893 Städtische Höhere Mädchenschule (nach Übernahme durch die Stadt Detmold am 1. April 1893), ab 1912 städtisches Lyzeum, ab 1928 städtisches Oberlyzeum, ab 1938 Städtische Oberschule für Mädchen, ab 1950 Städtisches neusprachliches Mädchengymnasium mit Frauenoberschule, ab 1960 Städtisches Mädchengymnasium Detmold mit neusprachlichem und sozialwissenschaftlichem Zweig und Frauenoberschule und schließlich seit dem 1. August 1969 Stadtgymnasium Detmold. Das Fürstentum Lippe übernahm 1894 und 1908 die Reformbestimmungen Preußens, durch die eine Gleichstellung der höheren Mädchenschulen mit den Jungenschulen erzielt wurde. 1925 begann die Amtszeit von Gerhard Bonwetsch, der die Schule durch die nationalsozialistische Diktatur und den Zweiten Weltkrieg brachte. Mit der Einrichtung einer Obersekunda 1928 wurde die Möglichkeit geschaffen die Abiturprüfung am Oberlyzeum abzulegen. Die ersten Schülerinnen machten daraufhin 1931 ihr Abitur am Stadtgymnasium. Von 1912 bis 1930 konnten Frauen das Abitur in Detmold nur am Leopoldinum ablegen. Der nationalsozialistische Staat drängte die Schulbildung für Mädchen zurück, so dass die Absolventinnen ab 1936 mit der Reifeprüfung vorübergehend nicht mehr studieren durften und der Unterricht mehr der „weiblichen Wesensart“ Rechnung tragen sollte.
1950 bekam das Mädchengymnasium mit Hildegard Sauerbier die erste Schulleiterin in seiner Geschichte. Hildegard Sauerbier gehörte zu den ersten Frauen überhaupt, die in Berlin studieren durften und entsprechend setzte sie sich stark für das Recht der Mädchen auf Bildung ein. Seit dem 5. Dezember 1966 befindet sie sich als Stadtgymnasium Detmold am Hiddeser Berg, in einem von dem Osnabrücker Architekten Friedel Helbrecht entworfenen Gebäude, das neben dem Hauptgebäude über einen Fachtrakt für Biologie, Chemie, Physik und Kunst verfügt, der über eine rote geschlossene Brücke zu erreichen ist. Seit dem 1. August 1969 wurde die Koedukation eingeführt und der Name von städtischem Mädchengymnasium auf Stadtgymnasium Detmold geändert.
Am 1. August 1970 wurde am Stadtgymnasium die Typisierung in Städtisches Mädchengymnasium mit neusprachlichem und sozialwissenschaftlichem Zweig aufgehoben und das vom Stadtgymnasium Detmold entworfene Modell der Oberstufenreform erprobt. Die Kooperation mit dem Kultusministerium Nordrhein-Westfalens verhalf der Schule zu einem überregionalen Ruf.
Unter dem Gebäude befand sich bis Ende der 1990er Jahre ein Notlazarett. Die Räume des ehemaligen Lazaretts werden seit 2015 vom Stadtarchiv genutzt. Der ursprüngliche Bau aus Hauptgebäude, Fachtrakt und Turnhalle wurde zuerst um eine weitere Turnhalle (Turnhalle grün) ergänzt und dann um ein Klassenraumgebäude für die Unterstufe erweitert (Erweiterungsbau).

## Stadtgymnasium heute

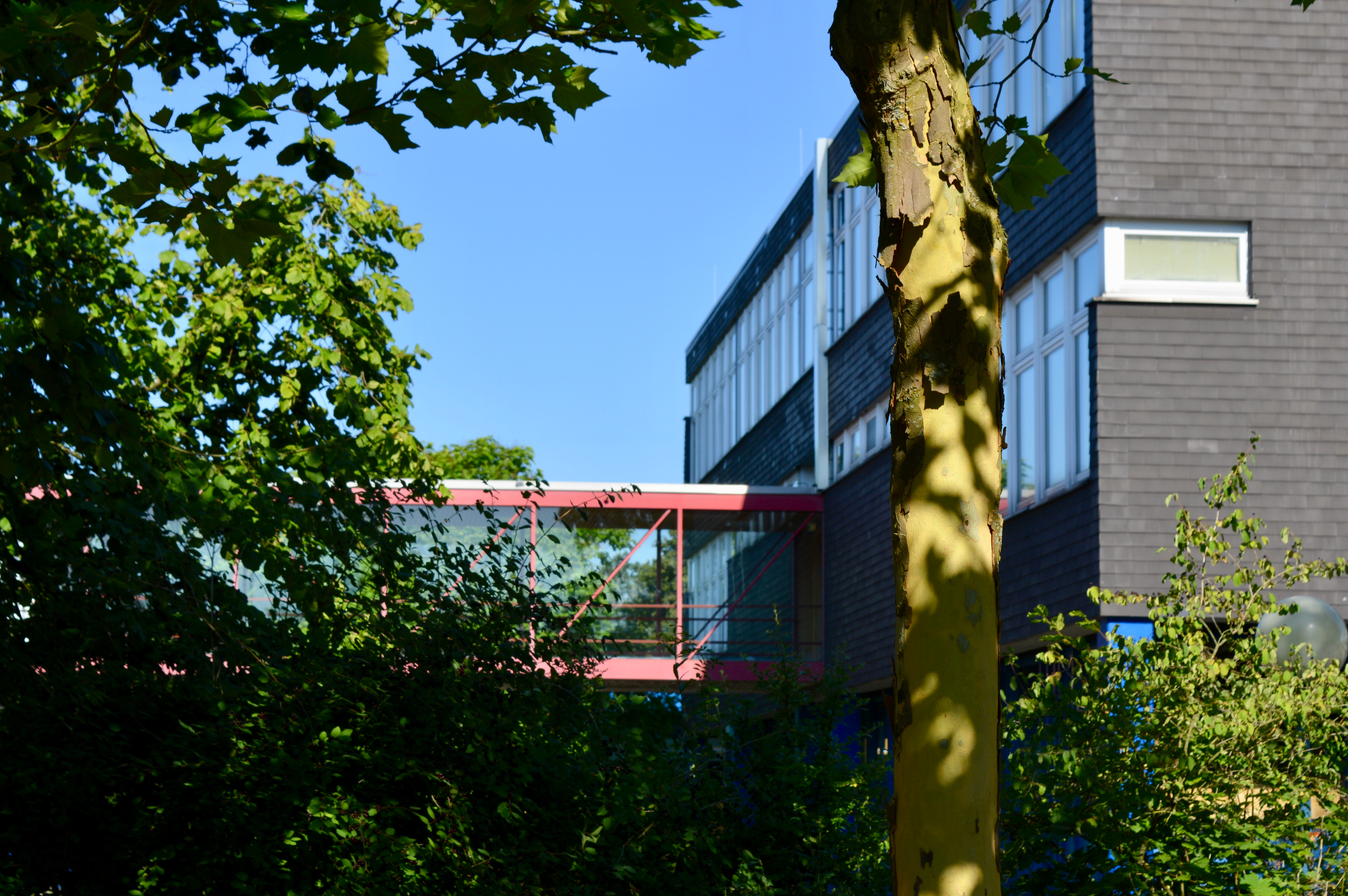
Die Brücke zwischen dem Hauptgebäude und dem Fachklassentrakt

Das Stadtgymnasium legt Wert auf neusprachliche, musisch-künstlerische, naturwissenschaftliche-mathematische und gesellschaftswissenschaftliche Bildung.

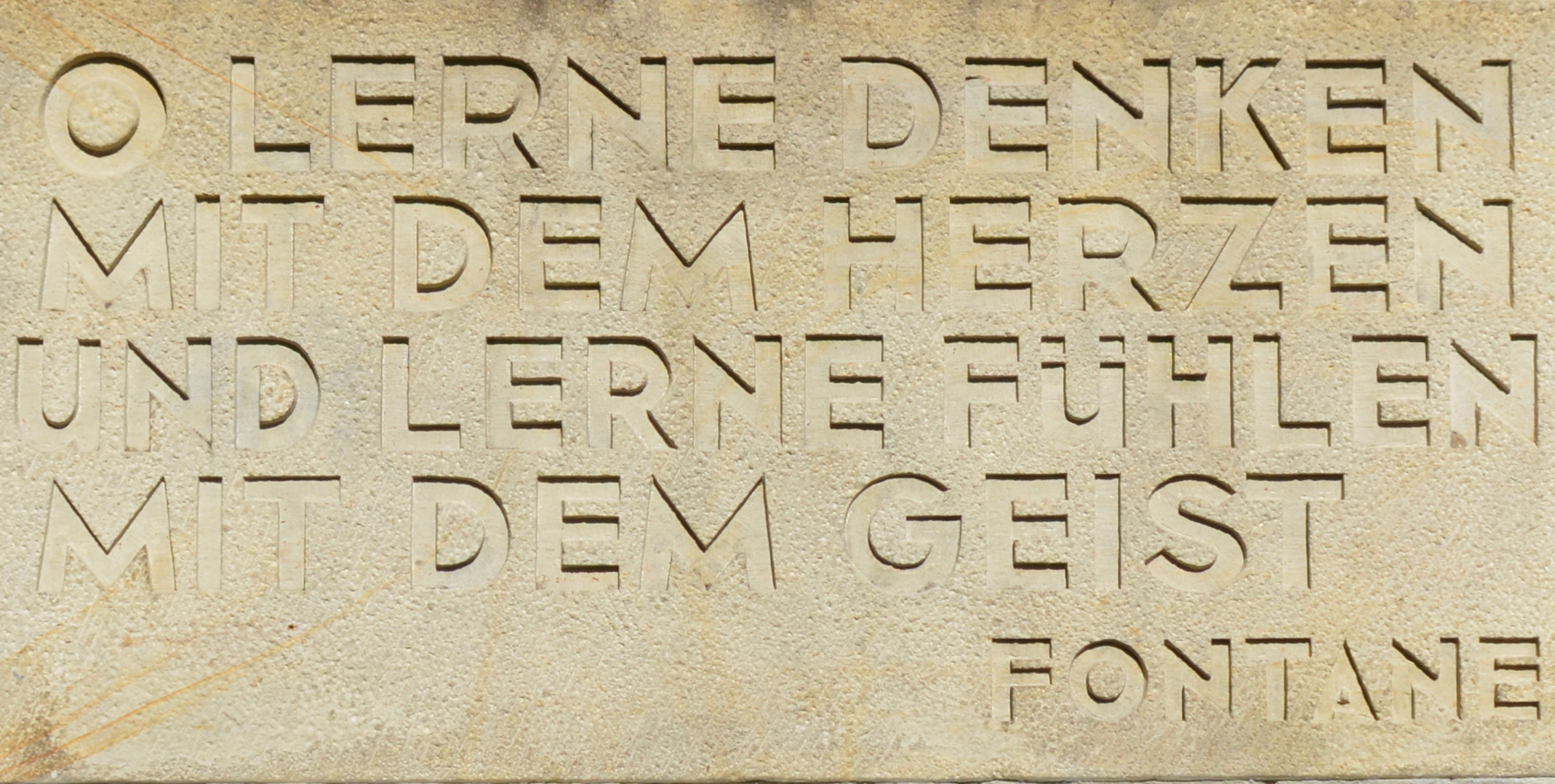
Ein Zitat von Theodor Fontane wurde in steingemeißelt 1964 in die Fassade eingesetzt und formuliert den Bildungsanspruch: „O lerne denken mit dem Herzen und lerne fühlen mit dem Geist“

Die fünften Klassen werden nach pädagogischen Kriterien gebildet, um eine ausgewogene Klassenstruktur zu erreichen. Im ersten Halbjahr lernt jede Klasse im Klassenverband die Profilkurse in Musik, Naturwissenschaft und Wirtschaft und Gesellschaft kennen. Ab dem zweiten Halbjahr der fünften Klasse wählt jedes Kind einen Profilkurs in einem der Fächer, der eine Doppelstunde pro Woche umfasst. Im Profilkurs Musik wird ein Blasinstrument neu erlernt. Aus den Profilkursen ergeben sich dann Akzente für den weiteren Bildungsgang durch die Teilnahme an Wettbewerben und Organisation des Unterrichts in Projekten.
In den Klassen 5 und 6 haben alle Schüler einen verstärkten, um eine Stunde wöchentlich erweiterten Englischunterricht, der die Möglichkeit zum bilingualen Unterricht ab der 7. Klasse schafft und zum bilingualen Abitur führt.
Zum Schuljahr 2020/2021 eingeführt wurde Informatik als Pflichtfach in den Klassen 5 und 6 eingeführt. Das Curriculum vermittelt informatische Grundbildung. Der Gebrauch digitaler Basiswerkzeuge wird halbjährlich an einem Medientag eingeführt und im jeweiligen Schulhalbjahr durch ein Leitfach (z. B. Deutsch) fortgeführt und eingeübt.
Neben Englisch, Französisch und Latein bietet das Stadtgymnasium auch Spanisch als Fremdsprache an, welches ab der achten Klasse erlernt werden kann. Statt Spanisch kann ab der 8. Klasse auch Informatik, Europa, ästhetische Bildung oder Naturwissenschaft als Wahlpflichtkurs gewählt werden.
In den Fächern Englisch, Französisch und Spanisch können Zertifikate bereits in der Schule erworben werden, die für das Studium an englisch- (TOEFL), spanisch- (Diplomas de Español como Lengua Extranjera) oder französischsprachigen (DELF) Universitäten erforderlich sind. Ab dem Schuljahr 2010/2011 ist die Schule als CertiLingua-Schule gemäß den Bestimmungen des Certilingua-Exzellenzlabels anerkannt.
Die Schule verfügt seit dem Schuljahr 2009/2010 zusätzlich zu der Cafeteria auch über eine eigene Mensa in der vor Ort gekochtes Essen angeboten wird. Im Anschluss an den Unterricht können die Schüler zur Hausaufgabenbetreuung gehen oder am innerschulischen Nachhilfering (Tutorenring) teilnehmen oder eine Arbeitsgemeinschaft besuchen.
Im Rahmen des Förderkonzeptes der Schule für individuelles und erfolgreicheres Lernen der Schüler kann auf das Drei-Säulen-Modell der Schule verwiesen werden:
Im ersten Bereich werden alle Schüler über zwei Schülersprechtage im Schuljahr intensiv begleitet und beraten. Vielfältige Neigungen und Interessen der Schüler werden über ein breites Angebot an Arbeitsgemeinschaften angesprochen.
In der zweiten Abteilung geht es um die Förderung besonderer Begabungen, beispielsweise die Entwicklung sprachlicher Leistungen im bilingualen Englischunterricht oder musischer Fähigkeiten in den Blasorchestern der Schule, aber auch von naturwissenschaftlichen Talenten beispielsweise in der Kooperation mit der Firma Weidmüller seit Januar 2002.
 Die dritte Aufgabe des Förderkonzepts besteht im Ausgleich von Lernschwächen einzelner Schüler, wozu eine Hausaufgabenbetreuung oder der schulische Nachhilfering eingerichtet wurden.
Seit August 1997 gibt es einen Schulsanitätsdienst, dem Schüler, die mindestens in der Ersten Hilfe ausgebildet sind, angehören. Sie stellen die Erstversorgung im Fall von Unfällen, Verletzungen und Krankheiten bis zum Eintreffen des Rettungsdienstes sicher. Weitere Aufgaben finden sich in der sanitätsdienstlichen Betreuung von Schulveranstaltungen. Der Schulsanitätsdienst ist als Arbeitsgemeinschaft organisiert.

Seit Anfang 2012 verfügt das Stadtgymnasium über eine Online-Lernplattform (Moodle), auf die sowohl Schüler als auch Lehrer bzw. jede Klasse und jeder Kurs Zugriff hat.

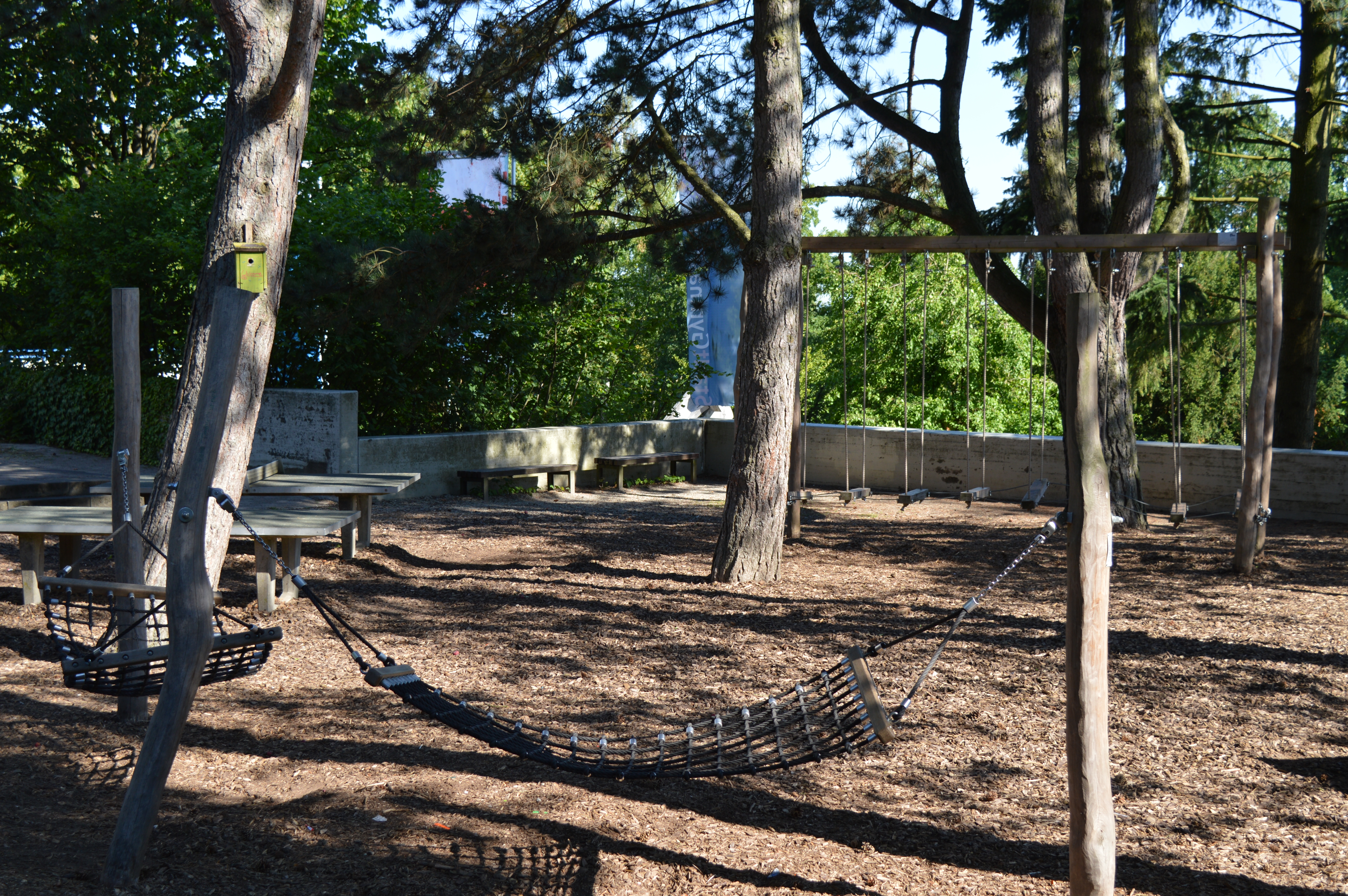
Spielplatz auf dem Pausenhof des Stadtgymnasiums Detmold

Die Schulgemeinschaft aus Schülern, Eltern und Lehrern hat 2014 beschlossen aktiv gegen Rassismus vorzugehen und ist der Initiative Schule ohne Rassismus – Schule mit Courage beigetreten.

Schule ohne Rassismus

Seit 2008 haben Schülergruppen an der Auswahl zum Europäischen Jugendparlament teilgenommen. Dabei haben sich wiederholt die Schülerdelegationen des Stadtgymnasiums für das Europäische Jugendparlament qualifiziert und Deutschland bei internationalen Treffen vertreten.
Im Dezember 2016 ist das Stadtgymnasium Detmold vom Kultusministerium des Landes Nordrhein-Westfalens als Europaschule anerkannt worden.
Die Tanzshow Thursday Night Fever (TNF) feierte 2023 ihr 20-jähriges Jubiläum. 189 Schülerinnen und Schüler des Stadtgymnasiums, aber auch anderer Schule und Universitäten, zeigen ihre Choreographien.
Für das Schuljahr 2023/2024 ist das Stadtgymnasium Detmold als Bündelungsgymnasium ausgewiesen.
Seit Januar 2024 gehört das Stadtgymnasium zum Netzwerk Zukunftsschule, das sich besonders um die individuelle Förderung von Schülern kümmert.

## Partnerschaften
- „Talvisalo-Schule“, Savonlinna, Finnland
- „Collège de l'Esplanade“, Saint-Omer, Frankreich
- Firma Weidmüller, Detmold
- Bildungspartnerschaft mit der Lippische Landesbibliothek Detmold[17]
- Im Bereich der Fußballtalentförderung kooperiert das Stadtgymnasium mit dem Deutschen Fußball-Bund als „Partner des Fußballs“.[18]

Das Stadtgymnasium kooperiert in der Oberstufe in den Leistungskursen mit den beiden anderen städtischen Detmolder Gymnasien, dem Christian-Dietrich-Grabbe-Gymnasium und dem Leopoldinum.

## Trivia
Das Stadtgymnasium stand drei Mal im Finale des vom Radiosender 1Live veranstalteten Schulduells und hat es 2014 mit seinem Lehrer Christoph Reuter gewonnen.

## Mit dem Stadtgymnasium verbundene Persönlichkeiten

### Schulleiter und Schulleiterinnen
- Kammerdirektor Eschenburg, Generalsuperintendent Ferdinand Weerth, Kammerrat Rohdewald (10. März 1830)
- Hermann Gödecke (1845–1854)[20]
- Karl-Gottlieb Sartorius (1854–1856)
- Kandidat Gerstung (1856–1857)
- Rudolf Cruel (1857–1868)[21]
- Kandidat Drüner (1868–1884)
- Rektor Amelungk (1884–1887)
- Herr Behrendt (1887–1889)
- Frau Sauerländer (kommissarische Leitung 1889–1892)
- Rektor Lindner (1892–1899)
- Otto Lange (1900–1903)
- Heinrich Barckhausen (1903–1925)
- Gerhard Bonwetsch (1925–1950)
- Hildegard Sauerbier (1950–1957)
- Elisabeth Güther (1957–1977)[22]
- Friedrich Altenhöner[23] (1977–1989)
- Lore Hollensteiner (1989–1998)[24]
- Roland Clauß (1998–2008)
- Jürgen Elfers (2010–2014)
- Dieter Steen (2014–2015)
- Carsten Paul, kommissarisch (August 2015 – September 2015)
- Christian Kleist (2015–2017)
- Carsten Paul (seit 2017)

### Ehemalige Schülerinnen und Schüler
- Ida Gerhardi (1862–1927), Malerin
- Ruth Michaelis-Jena (1905–1989), deutsch-britische Schriftstellerin und Übersetzerin
- Christa Schroeder (1913–1988), Politikerin, Abitur 1931
- Amai von Savigny, Abitur 1932
- Karin Hausen (* 1938), Historikerin[25]
- Heide Barmeyer-Hartlieb (* 1940), Historikerin, Abitur 1960
- Gisela Kittel (* 1940), evangelisch-reformierte Theologin und Didaktikerin, Abitur 1958
- Carola Kahler, Oberin des Bielefelder Ursulinenkonventes und ehemalige Leiterin der Marienschule Bielefeld[26]
- Angelika Reichert, evangelische Theologin, Abitur 1970[27]
- Rosmarie Beier-de Haan (1953–2023), Historikerin und Ausstellungskuratorin, Abitur 1972
- Monika Heubaum (* 1954), ehem. Bundestagsabgeordnete, Abitur 1972
- Ute Schäfer (* 1954), Politikerin, Abitur 1972
- Uta Halle (* 1956), Archäologin, Abitur 1977
- Gerhard Luchterhandt (* 1964), Musiktheoretiker, Abitur 1983
- Manfred Luchterhandt (* 1966), Kunsthistoriker, Abitur 1985
- Axel Lehmann (* 1966), Landrat des Kreises Lippe, Abitur 1986
- Wolf Dieter Ernst (* 1968), Theaterwissenschaftler, Abitur 1988
- Agnes Luchterhandt (* 1969), Kirchenmusikerin, Abitur 1989
- Dennis Maelzer (* 1980), Landtagsabgeordneter, Abitur 1999
- Helmut Neumann (* 1981), Internist und Gastroenterologe,[28]
- Urs Ganse, Astrophysiker, Abitur 2002

### Ehemalige Lehrer
- Gerhard Bonwetsch (1885–1956), Schulleiter 1925–1950
- Anna Schönborn (1880–1957), Lehrerin 1946–1950
- Hildegard Sauerbier (1891–1976), Schulleiterin 1950–1957
- Käthe Aettner (1915–2006), Lehrerin 1950–1957
- Sibylle Dotti (1913–2003), Kunsterzieherin 1948–1978